# 五十嵐耕平
五十嵐 耕平（いがらし こうへい、1983年 - ）は、日本の映画監督。

## 経歴
静岡県藤枝市岡部町出身。東京造形大学にて、諏訪敦彦に師事した。在学中に手がけた『夜来風雨の声』が、2008年のシネマ・デジタル・ソウル映画祭にて韓国批評家賞を受賞した。その後、東京藝術大学大学院に進学。修了作品の『息を殺して』が、第67回ロカルノ国際映画祭にて上映された。ふみふみこの漫画を映画化したオムニバス作品『恋につきもの』では、「豆腐の家」を監督している。
2017年、ダミアン・マニヴェルとの共同監督作品『泳ぎすぎた夜』が第74回ヴェネツィア国際映画祭オリゾンティ部門にて上映される。2024年の監督作品『SUPER HAPPY FOREVER』も第81回ヴェネツィア国際映画祭のヴェニス・デイズ部門にて上映される。

## フィルモグラフィー

### 長編映画
- 夜来風雨の声（2008年）
- 恋につきもの「豆腐の家」（2014年）
- 息を殺して（2014年）
- 泳ぎすぎた夜（2017年）
- SUPER HAPPY FOREVER（2024年）

### 短編映画
- APARTNESS（2011年）[1]

### ミュージック・ビデオ
- D.A.N.「POOL」（2015年）[10]
- 毛玉「バイパス」（2015年）[11]
- [Alexandros]「Swan」（2016年）[12]
- D.A.N.「Native Dancer」（2016年）[13]

## 関連文献
- Ross, Julian (2014年11月15日). “Midnight Eye interview: Kohei Igarashi”. Midnight Eye. 2015年12月6日閲覧。